# Martin Levy
Martin Levy (født 21. februar 1827, død 24. april 1899) var en dansk embedsmand, der en overgang var statsgældsdirektør.
Han blev senere direktør i Kjøbenhavns Handelsbank.
Levy var fra 1875 til 1880 statsrevisor, udpeget af Venstre i Landstinget.